# Werner Niefer
Werner Niefer (* 26. August 1928 in Plochingen; † 12. September 1993 in Stuttgart) war ein deutscher Automobilmanager und von 1989 bis 1993 Vorstandsvorsitzender der Mercedes-Benz AG.

## Ausbildung
Niefer absolvierte von 1943 bis 1946 eine Lehre als Werkzeugmacher bei der Daimler-Benz AG, studierte von 1948 bis 1951 an der Maschinenbauschule Esslingen.

## Positionen
1952 trat er als Betriebsingenieur in den Großmotorenbau von Daimler-Benz in Untertürkheim ein. 1958 ging er zur Maybach-Motorenbau GmbH nach Friedrichshafen, um dort Betriebsleiter zu werden. 1962 übernahm er die Geschäftsführung der Maybach Mercedes-Benz Motorenbau GmbH. 1976 wurde er Produktionsleiter und Vorstandsmitglied der Daimler-Benz AG, zuständig für alle in- und ausländischen Werke. Er erhöhte in Sindelfingen die Tagesleistung in der Fertigung auf 1600 Pkw, baute die Produktionslinie der erfolgreichen Modellreihe W 124 sowie ein Press- und Lackierwerk auf und änderte mit dem Bau eines neuen Leichttransporters 1977 die Produktionstechnik. Mit der Baureihe 201 erweiterte Niefer 1982 die Personenwagenpalette auf drei Baureihen. Ab 1987 war er im Vorstand des Geschäftsbereichs Pkw und stellvertretender Vorstandsvorsitzender der Daimler-Benz AG und 1989 bis 1993 Vorstandsvorsitzender der Mercedes-Benz AG. Niefer starb kurz nach seinem Ausscheiden aus dem Berufsleben im Alter von 65 Jahren.

## Sonstiges
Werner Niefer ist der „Vater“ der Mercedes-Benz S-Klasse W 140. Es war das erste Fahrzeug, das die 1989 gegründete Mercedes-Benz AG unter seiner Führung präsentierte.